# Kettenführung

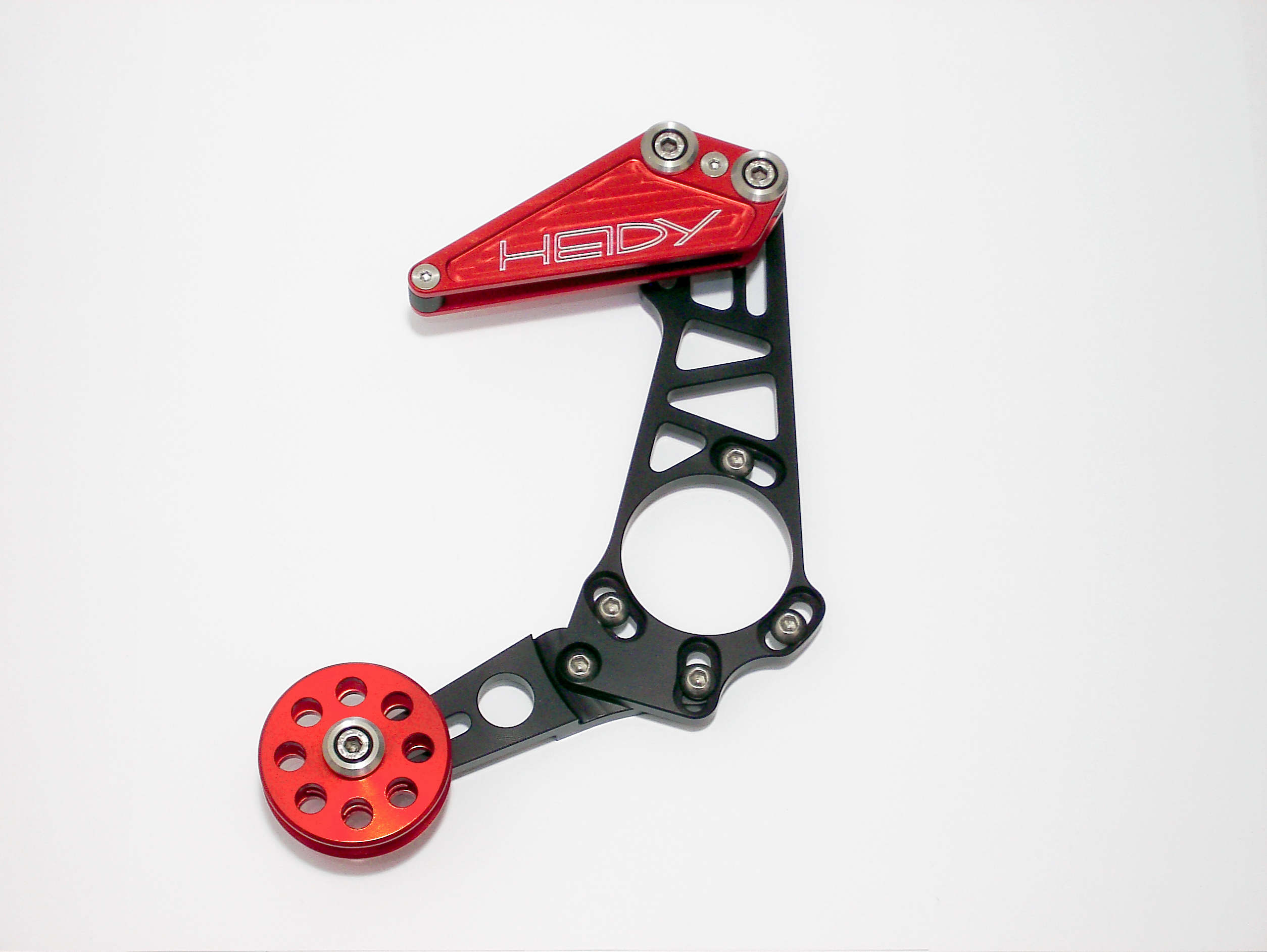
Kettenführung für Mountainbikes

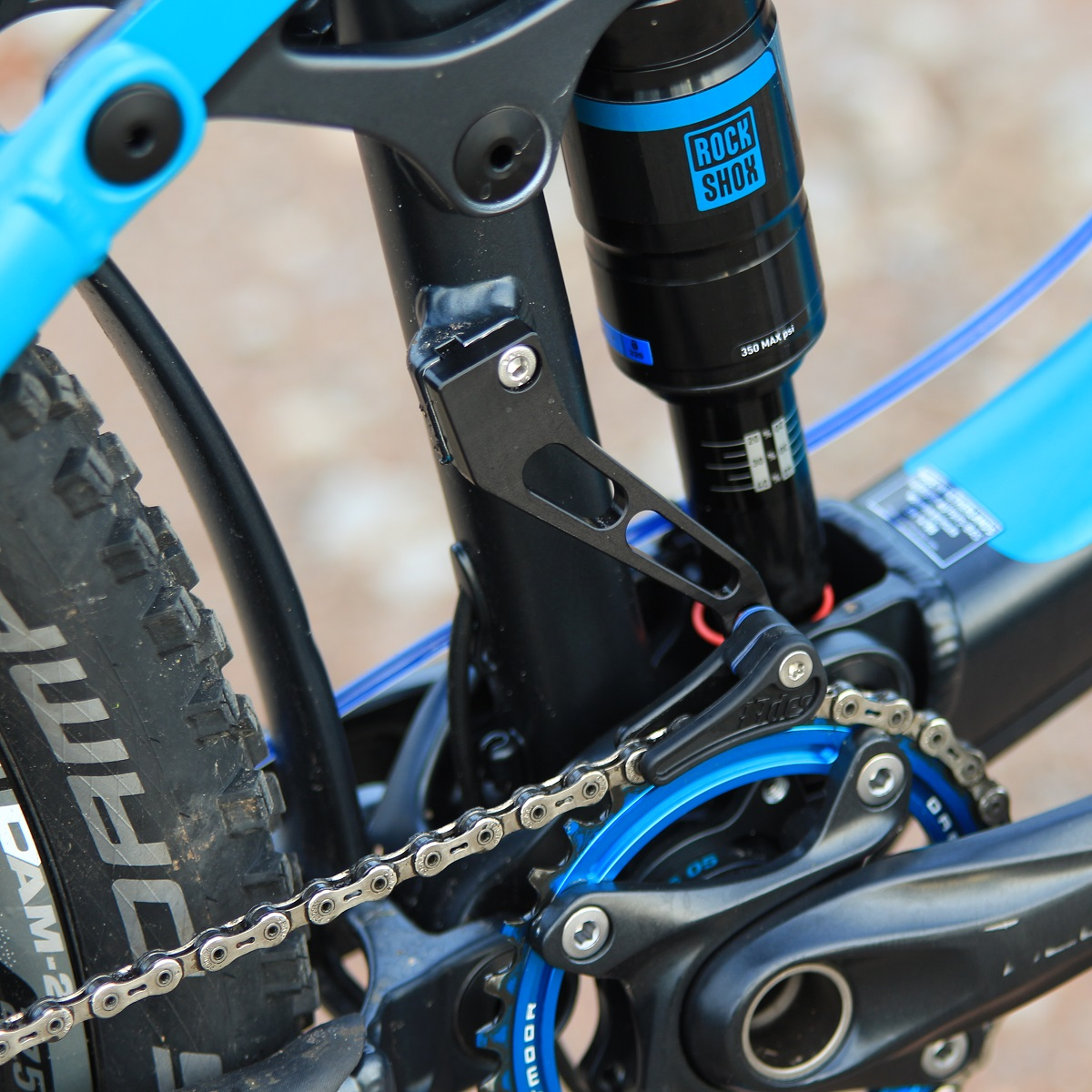
1x Chainguide

Kettenführung ist ein Begriff im Motocross und im Fahrrad-Bereich, vorwiegend im Downhillsport und Enduro.

## Hintergrund
Da die Kette im Geländeeinsatz starken Erschütterungen ausgesetzt ist und ein Abspringen vom Ritzel bzw. Kettenblatt droht, muss sie mittels einer Kettenführung in Position gehalten werden. Im Fahrradbereich besteht die Führung aus zwei Teilen: dem oberen Teil, der lediglich eine führende Funktion des Lasttrums (Zugtrum) übernimmt, und den unteren Teil, der zusätzlich zur Führung auch eine Spannfunktion des Leertrums erhält.
Allerdings haben sich in den letzten Jahren im Mountainbike-Bereich mit Einführung von 1x11 und 1x12 die Antriebe selbst stark verbessert. Reibungsgedämpfte Schaltwerke sind Standard und zusätzlich weisen die Kettenblätter ein von schmal auf breit wechselndes Zahnprofil auf, was die Kette  führt. Heutzutage reicht im Rennsport daher meistens eine Kettenführung, die nur den Lasttrum sichert.